# Лаутем
Лаутем е една от 13-те административни области на Източен Тимор. Населението ѝ е 65 240 жители (по преброяване от юли 2015 г.), а площта 1817 кв. км. Намира се в часова зона UTC+9. ISO 3166 кодът ѝ е TL-LA.